# Арыстанды (Туркестанская область)
Арыстанды (каз. Арыстанды) — село в Ордабасинском районе Туркестанской области Казахстана. Входит в состав Торткольского сельского округа. Код КАТО — 514653280.

## Население
В 1999 году население села составляло 502 человека (257 мужчин и 245 женщин). По данным переписи 2009 года, в селе проживало 587 человек (298 мужчин и 289 женщин).